# 羅美珍 (語言學家)
羅美珍（1934年12月—），女，福建長汀人，生于江苏苏州，中國方言學家，專精客家話、畲話等。中國社會科學院民族學與人類學研究所研究員。她是第一批研究畲話的學者，亦是第一批提出畲話是客家話之下的次級方言的學者，1980年發表《畬族所说的客家话》，也是1980年代中央民族学院研究畲話的一批學者之一。

## 生平
1934年生於江蘇蘇州，抗日戰爭時隨父回到祖籍地福建長汀，在長汀讀完小學、中學。1952-56年中央民族學院語文系，1956年分配至中國社會科學院少數民族語言研究所，在那工作至退休。
1995年與邓晓华合著《客家方言》（福建教育出版社客家文化丛书系列），2004年與饒長溶和林立芳主編《客家话通用词典》(中山大学出版社）。

## 主要論文
- . 《中央民族学院学报》. 1980, (1).
- 羅美珍.  (PDF). 《龙岩学院学报》. 2013年2月, 31 (1)  [2020-08-10]. （原始内容存档 (PDF)于2020-08-10）.